# Copelatus fuscomaculatus
Copelatus fuscomaculatus är en skalbaggsart som beskrevs av Guignot 1952. Copelatus fuscomaculatus ingår i släktet Copelatus och familjen dykare. Inga underarter finns listade i Catalogue of Life.